# Igoriewskaja (stacja kolejowa)
Igoriewskaja (ros. Игоревская) – stacja kolejowa w miejscowości Igoriewskaja, w rejonie chołmskim, w obwodzie smoleńskim, w Rosji. Położona jest na linii Durowo – Władimirskij Tupik.
Od stacji odchodzi bocznica do pobliskich zakładów drzewnych.

## Historia
Stacja powstała w 1914. Nazwana została na cześć hr. Igora Uwarowa - właściciela tutejszych dóbr i inwestora linii.